# انگاد بدی
انگاد بدی (به انگلیسی: Angad Bedi) (زاده ۶ فوریه ۱۹۸۳) بازیگر، مدل هندی است.
از فیلم‌هایی که وی در آن نقش داشته‌است می‌توان به تایگر زنده است، داستان‌های شهوت ۲، زندگی عزیز و اسپینر اشاره کرد.